# Савин, Франсиско
Франсиско Сави́н Васкес (исп. Francisco Savín Vázquez; 18 ноября 1929, Мехико — 26 января 2018) — мексиканский дирижёр, композитор и музыкальный педагог.

## Биография
Учился в Национальной консерватории у Родольфо Альфтера (композиция) и Луиса Эрреры де ла Фуэнте (дирижирование). Затем в 1958—1960 гг. продолжил образование в пражской Академии музыкальных искусств, став первым мексиканским студентом этого учебного заведения. Наставниками Савина в Праге были, в частности, Вацлав Сметачек, Вацлав Добиаш и Алоис Клима, под руководством последнего в 1958 году в Праге было исполнено сочинение Савина «Кетцалькоатль» для двух чтецов и оркестра.
Вернувшись в Мексику, в 1963—1967 гг. возглавлял Симфонический оркестр Халапы. Затем в 1967—1971 гг. был директором Национальной консерватории. В дальнейшем на протяжении 1970-х гг. продолжал преподавать в консерватории дирижирование и руководить студенческим оркестром. В 1984—1986 гг. вновь главный дирижёр Симфонического оркестра Халапы, затем в 1986—1988 гг. — Национального симфонического оркестра, в 1988—1990 гг. — Камерного оркестра Национального университета искусств и в 1990—2001 гг. — опять Симфонического оркестра Халапы.
Среди заметных страниц дирижёрской карьеры Савина — постановка оперы Рихарда Штрауса «Саломея» вместе с театральным режиссёром Вернером Шрётером, первые в Мексике исполнения «Песни Гурре» и «Пеллеаса и Мелизанды» Арнольда Шёнберга, «Прометея» Александра Скрябина, Третьей симфонии Витольда Лютославского.